# Голем и танцовщица
«Голем и танцовщица» — немой комедийный фильм ужасов Пауля Вегенера. Один из сиквелов фильма «Голем». Премьера состоялась в Германии 9 апреля 1917 года. В настоящее время считается утраченным, однако, по некоторым сведениям, копия фильма может храниться в «каком-нибудь восточно-европейском архиве» в том числе в России.

## В ролях
- Пауль Вегенер — голем
- Лида Салмонова — Хельга, танцовщица
- Фриц Фельд — паж в гостинице (впервые на экране)